# Sidi Slimane (Marocco)
Sidi Slimane è una città del Marocco, nell'omonima provincia, nella regione di Rabat-Salé-Kenitra. Fino al 2009 Sidi Slimane faceva parte della provincia di Kenitra.
La città è anche conosciuta come Sīdī Sulaymān e Sidi Sulayman.